# Richard Irvine Manning III
Richard Irvine Manning III, född 15 augusti 1859 i Sumter District (nuvarande Sumter County) i South Carolina, död 11 september 1931 i Columbia i South Carolina, var en amerikansk demokratisk politiker. Han var South Carolinas guvernör 1915–1919. Han var sonson till Richard Irvine Manning som hade varit South Carolinas guvernör 1824–1826.
Manning studerade vid University of Virginia och var därefter verksam som affärsman och bankir.
Manning var demokraternas kandidat i 1914 och 1916 års guvernörsval. Republikanerna i South Carolina ställde ingen motkandidat mot Manning i dessa val. Han efterträdde 1915 Charles Aurelius Smith som South Carolinas guvernör och efterträddes 1919 av Robert Archer Cooper.
Manning avled 1931 och gravsattes i Columbia.